# Tzadik Records
Tzadik Records är ett skivbolag baserat i New York. Skivbolaget grundades av jazzmusikern John Zorn, år 1995.
Tzadiks syfte är enligt deras webbplats att släppa avant garde- och experimentell musik, som annars har svårt att nå ut genom mainstreamkanaler.
Tzadik har släppt över 400 album från artister med skilda musikaliska bakgrunder. Fri improvisationsmusik, jazz, noise, klezmer, rock, och experimentala kompositioner är genrer som skivbolaget ofta släpper skivor på. 
Noterbara artister som släppt album på skivbolaget är John Zorn, Mike Patton, Derek Bailey, Otomo Yosihide, Ikue Mori, Merzbow, Gordon Mumma, Frank Denyer, med flera.